# Наш математичний Всесвіт

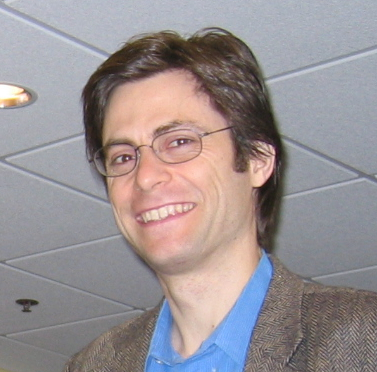
Професор Макс Тегмарк, автор книги

Наш математичний Всесвіт: Мій пошук остаточної природи реальності (англ. Our Mathematical Universe: My Quest for the Ultimate Nature of Reality) — науково-популярна книга шведсько-американського космолога Макса Тегмарка, видана у 2014 році. Книга переплітає оглядом останніх подій в астрофізиці та квантовій теорії з математичною гіпотезою Тегмарка про Всесвіт, яка стверджує, що реальність є математичною структурою. Ця математична природа Всесвіту, на думку Тегмарка, має важливі наслідки для того, як дослідники повинні підходити до багатьох питань фізики.

## Зміст
Тегмарк, фахівець з теоретичної астрофізики та космології, описує свій аналіз Всесвіту з гумором і з багатьма автобіографічними деталями. Книга починається з розповіді про велосипедну аварію в Стокгольмі, в якій загинув Тегмарк — у деяких теоретичних паралельних всесвітах, але не в нашому власному.
Решта книги поділена на три частини. Частина перша, «Великі масштаби» (англ. Zooming Out), присвячена тому, як знайти себе у космосі або мультивсесвіті. Частина друга, «Малі масштаби» (англ. Zooming In), оглядає квантову механіку та фізику елементарних частинок. Частина третя, «Крок назад» (англ. Stepping Back), переплітає наукову точку зору зі спекулятивними ідеями Тегмарка про математичну природу реальності. Тегмарк висуває гіпотезу про чотири різні рівні мультивсесвіту.
За словами Ендрю Лідла, який рецензував книгу для Nature, «кульмінацією, до якої Тегмарк прагне привести нас, є „Мультивсесвіт IV рівня“. Цей рівень стверджує, що Всесвіт не просто добре описаний математикою, але насправді є математикою. Усі можливі математичні структури мають фізичне існування та разом утворюють мультивсесвіт, що включає в себе всі інші світи. Тут Тегмарк виводить нас далеко за межі загальноприйнятих точок зору, відстоюючи своє особисте бачення пояснення Всесвіту».

## Відгуки
Рецензії книги загалом високо оцінили виклад Тегмарком усталеної фізики, але часто критикували зміст і спекулятивність його нової гіпотези «математичного всесвіту».

### Схвальні
У дуже позитивній рецензії Клайв Куксон у The Financial Times написав, що книга «має захопити будь-якого читача, який цікавиться нескінченною різноманітністю природи». Джайлз Вітселл у The Times описав книгу як «захопливу». Пітер Форбс у The Independent похвалив останній розділ книги про ризики вимирання людства, як «мудрий і бадьорий».
Брайана Ротмана, який писав для The Guardian, не переконали висновки Тегмарка, але він також відзначив, що книга є «передовим краєм космології та квантової теорії в дружній і невимушеній прозі, сповненій цікавих анекдотів і простих аналогій».
Космолог Ендрю Ліддл у Nature підсумував: «Це цінна книга, написана оманливо простим стилем, але вона не боїться висувати значних вимог до своїх читачів, особливо після того, як рівень мультивсесвіту збільшено до четвертого. Вражає, як далеко може завести вас Тегмарк».

### Критичні
Фізик-математик Едвард Френкель писав у The New York Times, що значення гіпотези Тегмарка «є великим питанням, на яке ніколи не дадуть повної відповіді», і сказав, що частини книги вдають, «що залишаються в царині науки», хоча насправді є «науковою фантастикою та містикою». У позитивній рецензії для SIAM Review космолог Андреас Альбрехт розкритикував запропонований Тегмарком тест гіпотези «математичного всесвіту» (гіпотетична ідентифікація фізичних явищ, які не можуть бути описані математично) як безглуздий. В огляді для The Wall Street Journal фізик Пітер Войт відзначив, що проблема з пропозицією Тегмарка полягає «не в тому, що вона неправильна, а в тому, що вона порожня» і «радикально неперевірювана». У Physics Today Френсіс Салліван особливо похвалив пояснення Тегмарком теорії інфляції, але розкритикував його нібито фізичне застосування теореми Еміля Бореля про нормальні числа, вважаючи його аргументацію коловою. Марк Б'юкенен у New Scientist протиставив те, що він бачив як «нестримну спекуляцію» в багатьох місцях книги Тегмарка, з його попередньою «важкою, емпіричною» роботою, яка утвердила його як фізика.
У The New York Times науковий письменник Амір Алекзандер дійшов висновку, що книга «геніально аргументована й чудово написана» і «завжди, як мінімум, спонукає до роздумів», хоча гіпотеза Тегмарка лежить «просто надто далеко за переднім краєм сучасної мейнстрімної науки», щоб судити про її правомірність.